# 유비퀴틴 활성화 효소
유비퀴틴 활성화 효소(영어: ubiquitin-activating enzyme)는 E1 효소(영어: E1 enzyme)라고도 하며, 유비퀴틴화 반응의 첫 번째 단계를 촉매하는데, 이 반응은 (다른 작용들 중에서도) 프로테아좀을 통해 단백질을 분해할 수 있다.

## 같이 보기
- 면역학
- 병리학
- 벡사스 증후군